# Gellius Maximus
Pour les articles homonymes, voir Gellius Maximus (homonymie).
Gellius Maximus, mort en 219 dans la région de Zeugma, est un usurpateur romain au début du règne d'Héliogabale. 
Fils de Lucius Gellius Maximus, médecin personnel de Caracalla, il devient sénateur. En 218, durant la prise de pouvoir d'Héliogabale contre Macrin, Gellius Maximus est légat de la IVe légion Scythica. C'est le centurion Claudius Ælius Pollio qui repère et fait capturer Diaduménien, jeune fils de Macrin, qui avait fuit Antioche avec son père. Ælius Pollio reçoit le consulat et une nomination comme gouverneur de Germanie supérieure. Gellius Maximus fut ignoré et resta sous son commandement à Zeugma. Cela peut être la raison pour laquelle, en 219, il se révolte avec la légion, avant d'être arrêté par la XVIe légion Flavia Firma,. 